# ماسيمو دراجو
ماسيمو دراجو (بالإيطالية: Massimo Drago)‏ (2 مارس 1971 بكروتوني في إيطاليا - ) هو مدرب كرة قدم ولاعب كرة قدم إيطالي في مركز الدفاع. لعب مع نادي أفيلينو ونادي كاتانيا ونادي كروتوني ونادي كييتي كالسيو الرياضي وASD Licata Calcio ‏ وL'Aquila 1927 ‏ وVigor Lamezia ‏ ونادي بوتنزا وASD FC SS Nola 1925 ‏ وUS Castrovillari Calcio ‏.